# Langbeinite
La langbeinite (simbolo IMA: Lbn) è un minerale raro della classe dei minerali dei "solfati (inclusi selenati, tellurati, cromati, molibdati e tungstati)" con la composizione idealizzata K2Mg2(SO4)3 ed è quindi chimicamente un solfato di potassio-magnesio.
Il minerale appartiene al gruppo della langbeinite.
Risulta uno dei minerali più ricchi in K+, con una concentrazione nel solido anidro di circa 188 g/kg, superato, nei minerali comuni, solo dalla silvite e dalla kainite.

## Etimologia e storia
La langbeinite è stata scoperta per la prima volta nell'impianto di potassa "Wilhelmshall-Anderbeck" in Sassonia-Anhalt. Il minerale fu descritto per la prima volta nel 1891 da Sylvester Zuckschwerdt, che chiamò il minerale in onore di Adalbert Langbein (1834-1894) da Leopoldshall, un consigliere del commercio, in onore dei suoi servizi allo sviluppo dell'industria del sale di potassio nella regione.

## Classificazione
Nell'ormai obsoleta 8ª edizione della sistematica minerale secondo Strunz, la langbeinite apparteneva al dipartimento "Solfati anidri senza anioni estranei", dove prendeva il nome dalla "serie della langbeinite" con il sistema nº VI/A.02, che formava con l'altro membro manganolangbeinite.
Nella Sistematica dei lapis (Lapis-Systematik) secondo Stefan Weiß, che è stata rivista e aggiornata l'ultima volta nel 2018 e si basa ancora su questa vecchia edizione della sistematica di Strunz per considerazione verso collezionisti privati e collezioni istituzionali, al minerale è stato assegnato il sistema e al minerale nº VI/A.03-10. In tale Sistematica ciò corrisponde al dipartimento "Solfati anidri [SO4]2-, senza anioni estranei", dove forma un gruppo senza nome insieme a calciolangbeinite, efremovite e manganolangbeinite.
La 9ª edizione della Sistematica dei Minerali di Strunz, valida dal 2001 e aggiornata dall'Associazione Mineralogica Internazionale (IMA) fino al 2024, classifica la langbeinite nella classe "7.A Solfati (selenati, ecc.) senza anioni aggiuntivi, senza H2O"; questa è ulteriormente suddivisa in base alla dimensione relativa dei cationi coinvolti, in modo che il minerale possa essere trovato nella suddivisione "7.AC Con cationi di media e grande dimensione" in base alla sua composizione, dove forma il sistema nº 7.AC.10 insieme a efremovite e manganolangbeinite e calciolangbeinite.
Anche la classificazione dei minerali secondo Dana, che viene utilizzata principalmente nel mondo anglosassone, classifica la langbeinite nella classe dei "solfati, cromati e molibdati (inclusi selenati, tellurati, seleniti, telluriti e solfiti)" e lì nella sottoclasse dei "solfati". Anche qui è l'omonimo della "serie della langbeinite" con il sistema nº 28.04.04 nell'ambito della suddivisione "Acidi anidri e solfati con varie formule".

## Abito cristallino
La langbeinite cristallizza nel sistema cubico nel gruppo spaziale P213 (gruppo nº 198) con il parametro del reticolo a = 9,92 Å e 4 unità di formula per cella unitaria.
La struttura cristallina della langbeinite è costituita da una struttura di tetraedri [SO4]2- e ioni Mg2+ in coordinazione ottaedrica rispetto agli ioni O2−. Gli ioni K+ sono incorporati nelle cavità di questa struttura.

## Proprietà
La langbeinite si scioglie lentamente in acqua. Una ricottura debole la rende di colore bianco latte.
La langbeinite è piezoelettrica, il che significa che, in modo simile al quarzo, accumula tensione elettrica attraverso deformazioni elastiche intervallate. Inoltre, è anche triboluminescente, cioè reagisce con "emissione di luce fredda" in caso di forti sollecitazioni meccaniche o attriti.

## Origine e giacitura
La langbeinite, come altri sali di potassio, si forma solitamente per evaporazione e si trova quindi principalmente nelle cupole salinifere, dove si trova in associazione con carnallite, halite e silvina, tra gli altri. Tuttavia, la langbeinite può anche essere formata dalla metamorfosi da silvina, kieserite o polialite.
Essendo una rara formazione mineraria, la langbeinite è stata rilevata solo in pochi, poco più di 40, siti. Oltre alla sua località tipo, l'impianto di potassa di Wilhelmshall, il minerale è apparso anche in Sassonia-Anhalt nello stabilimento di potassa di Solvayhall vicino a Bernburg e nella miniera di Berlepsch vicino a Staßfurt. Altri siti ben noti in Germania sono Giesel (Neuhof) e la valle del Werra in Assia, Hänigsen e Wathlingen in Bassa Sassonia e Ronneburg, Merkers e Unterbreizbach in Turingia.
In Austria, la langbeinite è stata trovata, tra l'altro, nella miniera di sale di Altaussee in Stiria e nelle saline di Perneck e Hallstatt in Alta Austria.
Altre località conosciute includono Cina, Francia, Giappone, Kazakistan, Pakistan, Polonia, Russia, Tagikistan, Repubblica Ceca e Ucraina, così come negli Stati Uniti.

## Forma in cui si presenta in natura
La langbeinite sviluppa cristalli con un habitus cubico o ottaedrico visibile a occhio nudo. Di solito si trova sotto forma di aggregati minerali bulbosi, granulari o moderati. Nella sua forma pura, la langbeinite è incolore e trasparente. Tuttavia, a causa della rifrazione multipla dovuta a difetti di costruzione del reticolo o alla formazione policristallina, può anche essere bianco traslucido e assumere una tonalità giallo pallido, da rosa a rosso, verde o grigio a causa di miscele estranee.